# Güçlüköy, Akseki
Güçlüköy là một thị trấn thuộc huyện Akseki, tỉnh Antalya, Thổ Nhĩ Kỳ. Dân số thời điểm năm 2011 là 774 người.